# Karl Rayger
Karl Rayger, auch Carl Rayger, (* 22. September 1641 in Preßburg, Königreich Ungarn; † 14. Januar 1707 ebenda) war Stadtarzt der Stadt Preßburg (Bratislava) und Mitglied der Gelehrtenakademie „Leopoldina“.

## Leben
Karl Rayger wurde in Preßburg (ungarisch: Poszony) geboren, wo er sowohl seine Grund- als auch Sekundarschulbildung erhielt. Er war der Sohn von William Rayger, der im Jahr 1636 von Wien nach Preßburg gekommen war. Ab 1659 studierte Karl Rayger Philosophie in Altdorf und Theologie in Wittenberg, begann dann ein Medizinstudium und setzte seine Studien in Leiden, Paris und später in Montpellier fort, wo er auch Botanik studierte. Er wurde 1667 in Straßburg promoviert. Nach seinem Studium machte er eine Studienreise nach Italien und ließ sich 1668 nach seiner Rückkehr in Bratislava als Stadtphysicus nieder. Hier beschäftigt er sich hauptsächlich mit seiner Arztpraxis. Kaiser Leopold I. ernannte ihn zum Hofarzt und Protomedikus in Ungarn. Rayger richtete einen botanischen Garten ein, in dem er hauptsächlich Heilpflanzen anbaute. In dieser Zeit verfasste er eine Reihe von medizinischen Veröffentlichungen, die er in Academia Leopoldinas Proceedings veröffentlichte. Aus medizinischer Sicht ist er als Verfasser des heutigen Lungentests von Neugeborenen bekannt, den er in Ungarn erstmals als Beweis für einen lebenden oder tot geborenen Fötus vorschlug. Er war auch der erste Arzt in Ungarn, der die Influenza beschrieb.
Aus entomologischer Sicht sind zwei seiner Arbeiten aus dem Jahr 1694, die in der Miscellanea curiosa medicophysica Academiae Naturae Curiosum Decuria III veröffentlicht wurden, von besonderer Bedeutung. Annus II., Obs. 21. und 22. Beide Arbeiten befassen sich mit dem Schwärmen von Ameisen und Heuschrecken über Bratislava und seiner Umgebung. Diese Arbeiten gehören zu den ersten entomologischen Arbeiten auf dem Gebiet der Slowakei.
Sein Sohn Karl Rayger junior wurde ebenfalls Mediziner.
Am 24. Dezember 1694 wurde Karl Rayger mit dem Beinamen PHILO II. als Mitglied (Matrikel-Nr. 210) in die Leopoldina aufgenommen.

## Veröffentlichungen
- Exercitatio Anatomico-Physiologica De Flvidorvm Catholicorvm Foetvs Motv / Qvam Præside Joh. Mauricio Hoffmanno [...] Pvblicæ Ventilationi In Alma Noricorvm Vniversitate Altdorffina Ad d. XXIV. Aprilis A. C. cIɔ Iɔc XCV. exponet A. R. Carolvs Raygervs, Posonio Vngarus. [Altdorf, ante 24 IV 1695].
- Dissertatio medica de inedia, quam... sub praesidio Joh. Alberti Sebizii, solenni eruditorum examini subjicit Carolus Rayger, Bibliothèque nationale de France. Digitalisat
- Rayger, C.: 1694, De formicis volantibus. Miscellanea curiosa medicophysica Academiae Naturae Curiosum Decuria III. Annus II., obs. 21.
- Rayger, C.: 1694, De locustis volantibus. Miscellanea curiosa medicophysica Academiae Naturae Curiosum Decuria III. Annus II., obs. 22.